# Pico Basilé
Il Pico Basilé è un vulcano della Guinea Equatoriale, situata sull'isola Bioko. Si tratta della più alta montagna del Paese africano, con un'altitudine di 3011 metri. Il Pico Basilé è un vulcano a scudo di natura basaltica.